# Cormoran (Schiff, 1893)
Die Cormoran war ein Kleiner Kreuzer der Kaiserlichen Marine.

## Geschichte
In Gegenwart von Kaiser Wilhelm II. beim Stapellauf am 17. Mai 1892 leitete der Oberwerftdirektor der Kaiserlichen Werft Danzig, Kapitän zur See Ernst Aschmann, die Taufzeremonie des Kleinen Kreuzers der Bussard-Klasse. Diese Klasse war von vornherein für Auslandseinsätze vorgesehen. Die Probefahrten von Kiel aus waren am 22. September 1893 abgeschlossen.

### Erste Dienstzeit
Am 16. Oktober lief die Cormoran zusammen mit dem Schwesterschiff Condor aus, um in Südafrika deutsche Interessen zu sichern. Am 15. Dezember 1892 trafen die beiden Schiffe im portugiesischen Lourenço Marques ein, wo die Cormoran bis zum Juli 1895 blieb.
Am 5. Juli 1895 trat sie die Reise nach Ostasien an. Am 13. September war Singapur erreicht, und vor Swatau vereinte sie sich mit der vom Großen Kreuzer Kaiser unter Konteradmiral Hoffman geführten Ostasiatischen Kreuzerdivision. Der Verband kreuzte vor China und Japan, wobei das Kanonenboot Iltis im Juli 1896 in einem Taifun verlorenging.
Im Oktober/November 1897 fuhr die Cormoran den Jangtsekiang hinauf bis Hankau, wo am 4. Oktober mit China ein Abkommen über die Errichtung einer deutschen Niederlassung abgeschlossen wurde. Auch an der Besetzung Kiautschous war sie beteiligt. Von Mai bis Juli 1898 lag sie zum Schutz deutscher Staatsangehöriger vor Manila, was in einer Konfrontation mit den Vereinigten Staaten, dem sogenannten Manila-Zwischenfall, gipfelte.
In der Nacht vom 23. auf den 24. März 1899 lief sie auf dem Weg nach den Samoainseln, wo sie das Schwesterschiff Falke verstärken sollte, an der Westspitze von Neupommern auf ein Riff. Als am 29. März der Dampfer Stettin eingetroffen war, ließ der Kommandant alles Entbehrliche über Bord werfen bzw. an Land bringen, wodurch der Kreuzer freikam. In der Werft von Sydney konnten bis Anfang Juni die Schäden behoben werden.
Am 17. Juni traf die Cormoran in Apia ein. Kurz danach wurde der Samoa-Vertrag geschlossen. Im Juni 1900 lag das Schiff erneut zu Reparaturarbeiten in Sydney, am 2. Oktober ankerte es wieder vor Apia. Nach einer Rundreise durch die deutschen Kolonien Deutsch-Neuguinea und Deutsch-Samoa, wurde vom 15. März bis zum 1. Mai 1901 in Sydney die Jahresüberholung durchgeführt. Am 28. Juli 1901 war die Cormoran wieder vor Apia. Nach weiteren Rundreisen erreichte sie 1903 in Sydney der Heimreisebefehl. Am 23. Mai 1903 trat sie die Heimreise an, am 13. September kam sie in Kiel an, und am 26. September stellte sie in Danzig außer Dienst.

### Zweite Dienstzeit
Nach einer Grundüberholung mit Einbau neuer Kessel und einer Umtakelung in einen Toppsegelschoner erfolgte am 1. Mai 1909 die neue Indienststellung. Die Fahrt führte sie erneut in die Südsee, wo sie an einer Strafexpedition gegen die einheimische Bevölkerung in Kaiser-Wilhelms-Land (Nordosten Neuguineas) teilnahm. Am 13. November schiffte sich der dortige Gouverneur Albert Hahl an Bord des Kreuzers ein, der 183 sm aufwärts zu Erkundungszwecken den Kaiserin-Augusta-Fluss befuhr. Am 22. November war die Mündung wieder erreicht.
Am 8. Januar 1910 traf die Cormoran vor Apia ein. Am 3. Mai 1910 erreichte sie nach einem schweren Orkan Hongkong, am 15. Juli lag sie wieder vor Apia. Am 19. Dezember erschien sie von Rabaul aus bei Ponape, wo es zum Aufstand der Sokehs gekommen war, der vom Deutschen Kreuzergeschwader bis zum 22. Februar 1911 niedergeschlagen wurde.
Im Mai 1912 erhielt die Cormoran ihre nächste Grundüberholung im Hafen von Tsingtau. Nach einer langen Kreuzfahrt, die vorwiegend Vermessungsaufgaben diente, lief sie am 10. Januar 1913 wieder in Apia ein. Am 24. Februar wurde sie durch Erlass des Reichsmarineamts neu als Kanonenboot klassifiziert. Vom 4. Juni bis zum 5. Juli befand sie sich in Sydney zu einem Reparaturaufenthalt. Vom 22. bis 27. Februar 1914 unterstützte sie mit einem Landungskorps die Polizeitruppen auf Bougainville bei Stammesfehden.
Am 30. Mai 1914 traf das nunmehrige Kanonenboot in Tsingtau zur Grundreparatur ein.

### Weltkrieg und Verbleib
Nach dem Ausbruch des Ersten Weltkrieges wurde die Cormoran am 6. August 1914 außer Dienst gestellt. Bis zum 10. August wurde der vom Kleinen Kreuzer Emden aufgebrachte russische Dampfer Rjäsan als Hilfskreuzer ausgerüstet, der nun den Namen Cormoran erhielt. Unter dem Kommandanten der Cormoran, deren Besatzung und Verstärkungen lief der neue Hilfskreuzer am 10. August aus dem Hafen aus und führte erfolglos Handelskrieg. Er stieß erst zum Kreuzergeschwader in der Südsee und sollte dann mit dem Hilfskreuzer Prinz Eitel Friedrich Kreuzerkrieg in der Südsee führen. Der Hilfskreuzer Cormoran konnte während seiner 127-tägigen Unternehmung in der Südsee keine Schiffe aufbringen oder versenken. Am 14. Dezember 1914 lief er in Guam ein, wo er nicht ausreichend Kohlen für eine Fortführung seiner Unternehmung erhielt. Er wurde interniert und blieb bis zur Selbstversenkung am 7. April 1917 in Guam.
Der abgerüstete Rumpf der ursprünglichen Cormoran wurde in der Nacht vom 28./29. September 1914 durch Personal der Kaiserlichen Werft in der Innenbucht von Tsingtau auf Position 36° 3′ N, 120° 16′ O versenkt.

## Kommandanten
| 25. Juli bis 22. September 1893   | Korvettenkapitän Robert Wachenhusen (1850–1929)               |
| 2. Oktober 1894 bis November 1896 | Korvettenkapitän Alfred Brinkmann (1853–1902)                 |
| November 1896 bis Januar 1899     | Korvettenkapitän Reinhold Brussatis (1855–1928)               |
| Januar 1899 bis November 1900     | Korvettenkapitän/Fregattenkapitän Hugo Emsmann (1857–1933)    |
| November 1900 bis Juli 1902       | Korvettenkapitän Max von Grapow (1861–1924)                   |
| Juli 1902 bis September 1903      | Korvettenkapitän/Fregattenkapitän Otto von Burski (1859–1905) |
| 1. Mai 1909 bis Mai 1911          | Korvettenkapitän Werner Siemens (1873–1964)                   |
| Mai 1911 bis April 1913           | Korvettenkapitän Paul Ebert (1873–1939)                       |
| April 1913 bis August 1914        | Korvettenkapitän Adalbert Zuckschwerdt (1874–1945)            |